# Vitry-lès-Cluny
Vitry-lès-Cluny è un comune francese di 66 abitanti situato nel dipartimento della Saona e Loira nella regione della Borgogna-Franca Contea.

## Società

### Evoluzione demografica
Abitanti censiti